# Mycomya danielae
Mycomya danielae är en tvåvingeart som beskrevs av Loïc Matile 1972. Mycomya danielae ingår i släktet Mycomya och familjen svampmyggor. Arten är reproducerande i Sverige. Inga underarter finns listade i Catalogue of Life.